# Santissimo Sacramento delle Zitelle Mendicanti
Santissimo Sacramento delle Zitelle Mendicanti var ett kapell i Rom, helgat åt det Allraheligaste Sakramentet. Kapellet var beläget i Conservatorio delle Zitelle Mendicanti, vilket var inhyst i Palazzo Silvestri-Rivaldi i Rione Monti.

## Kyrkans historia
År 1651 samlade jesuitprästen Pietro Caravita hemlösa flickor i en institution, vilken gav dem bostad och undervisning. Officiellt grundades institutionen, Conservatorio delle Zitelle Mendicanti, år 1662 av monsignor Ascanio Rivaldi. Ferruccio Lombardi anger, att Conservatorio delle Zitelle Mendicanti med kapell revs under 1930-talet.